# Le Controis-en-Sologne
Le Controis-en-Sologne es una comuna nueva francesa situada en el departamento de Loir y Cher, de la región de Centro-Valle del Loira.

## Historia
Fue creada el 1 de enero de 2019, en aplicación de una resolución del prefecto de Loir y Cher de 26 de noviembre de 2018 con la unión de las comunas de Contres, Feings, Fougères-sur-Bièvre, Ouchamps y Thenay, pasando a estar el ayuntamiento en la antigua comuna de Contres.

## Demografía
Según los datos aportados en la resolución del prefecto de Loir y Cher, la comuna se crea con 6930 habitantes.

## Composición
| Comuna fusionada    | Código INSEE | Población (2016) | Superficie (km²) | Densidad (hab./km²) |
| ------------------- | ------------ | ---------------- | ---------------- | ------------------- |
| Contres             | 41059        | 3684             | 36.09            | 102                 |
| Feings              | 41082        | 714              | 16.52            | 43                  |
| Fougères-sur-Bièvre | 41092        | 815              | 14.69            | 55                  |
| Ouchamps            | 41170        | 728              | 13.08            | 56                  |
| Thenay              | 41257        | 881              | 20.03            | 44                  |